# Palacios de Goda
Palacios de Goda ist ein zentralspanischer Ort und eine Gemeinde (Municipio) mit 397 Einwohnern (Stand: 2024) in der Provinz Ávila in der Autonomen Region Kastilien-León. Zur Gemeinde gehört neben dem Hauptort Palacios de Goda die Ortschaft Tornadizos de Arévalo.

## Lage und Klima
Palacios de Goda liegt auf der Südseite der Sierra de Gredos in der Provinz Ávila in einer Höhe von ca. 820 m. 
Die Entfernung nach Ávila beträgt knapp 50 km (Fahrtstrecke) in südsüdöstlicher Richtung. Die Autovía A-6 führt durch die Gemeinde. Das Klima ist gemäßigt bis warm; der Regen (ca. 447 mm/Jahr) fällt mit Ausnahme der trockenen Sommermonate übers Jahr verteilt.

## Bevölkerungsentwicklung
| Jahr      | 1970 | 1981 | 1991 | 2001 | 2011 | 2021 |
| Einwohner | 858  | 660  | 610  | 479  | 447  | 389  |

## Sehenswürdigkeiten

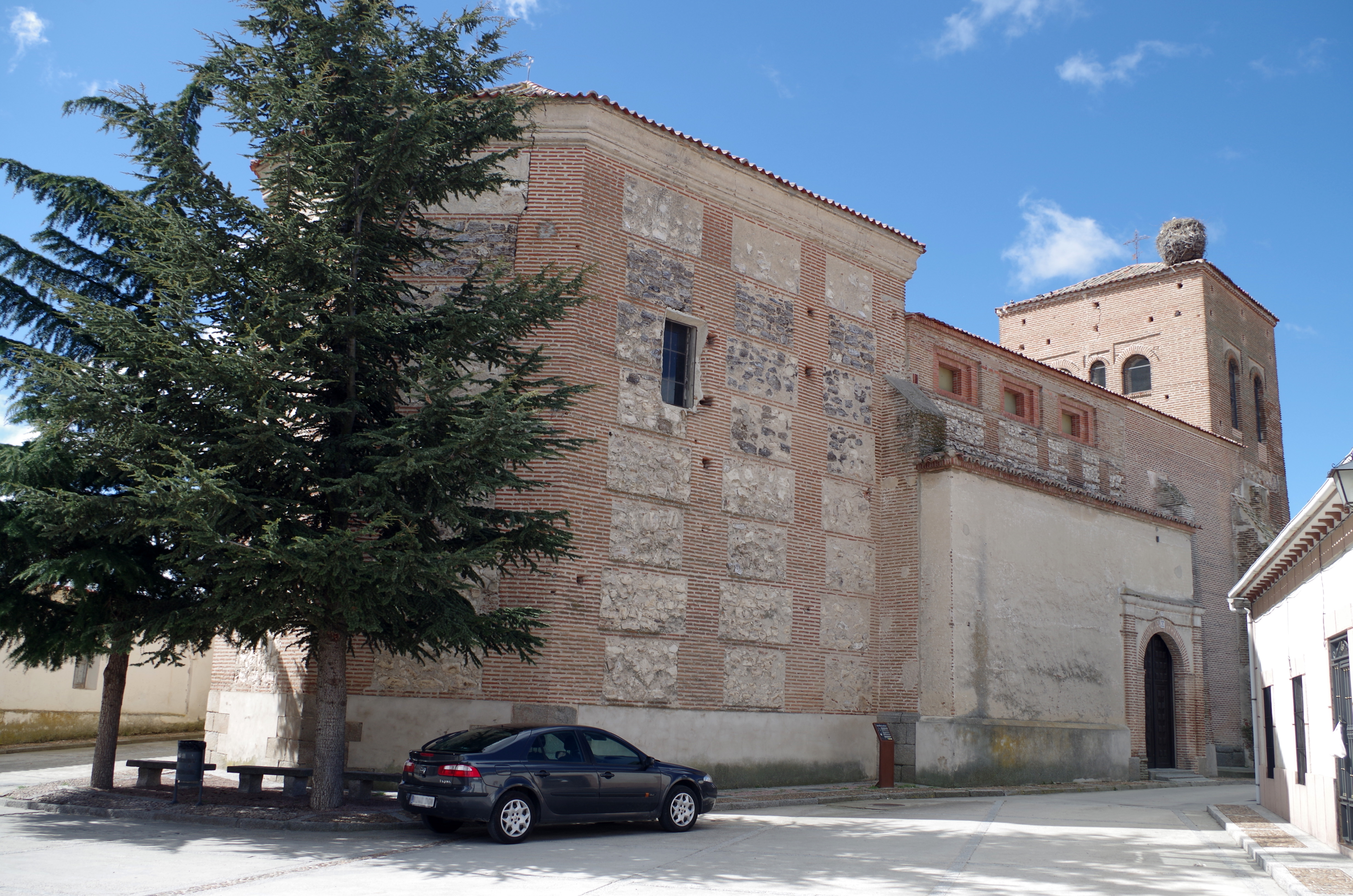
Johannes-der-Täufer-Kirche
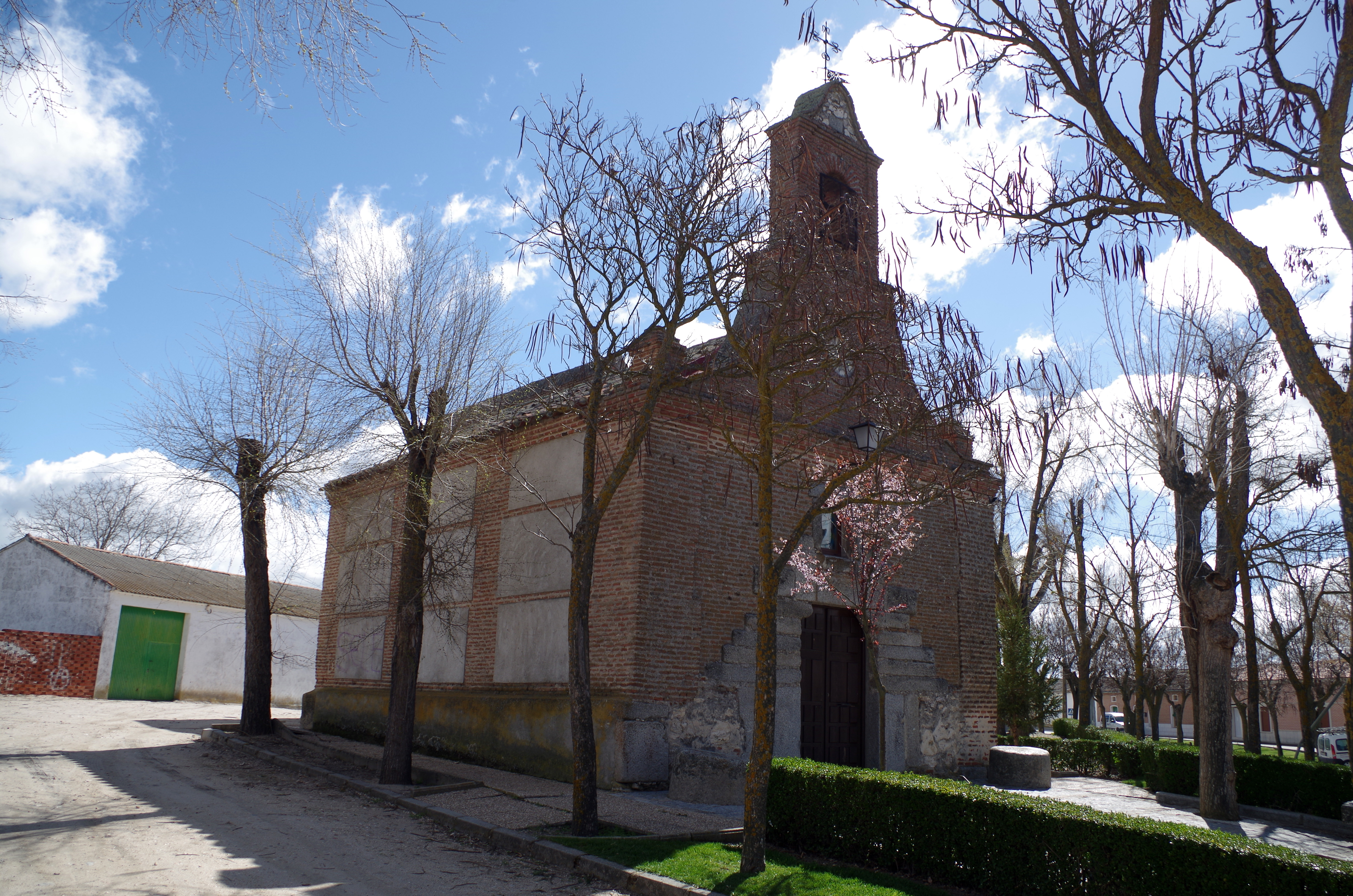
Marienkapelle
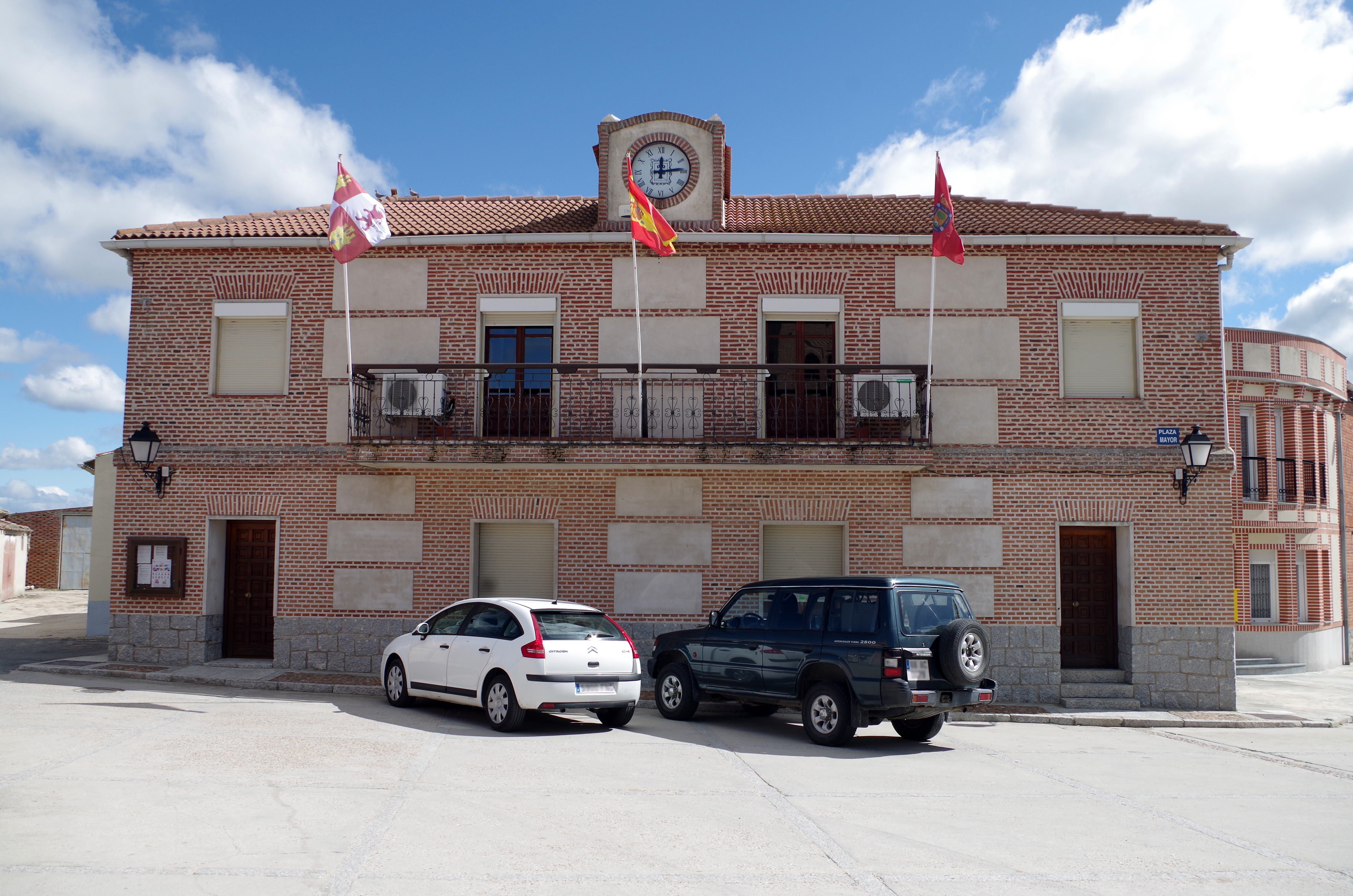
Rathaus

- Johannes-der-Täufer-Kirche
- Marienkapelle
- Rathaus